# Titon et l'Aurore
Titon et l'Aurore est une pastorale héroïque en trois actes et un prologue du compositeur français Jean-Joseph de Mondonville, créé à l'Académie royale de musique de Paris le 9 janvier 1753.
Titon est l'un des opéras les plus populaires de Mondonville et connait plusieurs reprises au cours de sa vie.

## Livret
La paternité du livret divise contemporains et historiens. L’abbé de La Marre, mort en 1746, a laissé un livret inachevé comportant trois actes. Les avis divergent sur la question de savoir qui, de Mondonville ou l’abbé de Voisenon, a retouché le livret, car admirateurs et ennemis de Mondeville s’opposent diamétralement sur la question des capacités d’écrivain de ce dernier. Il est certain qu’en l’absence de prologue, il a emprunté le Prométhée de feu d’Houdar de La Motte, mort en 1731:81. La version des faits ne diffère pas entre le Nécrologe de 1773 et les Anecdotes dramatiques.

## Contexte
Cette œuvre a joué un rôle important dans la Querelle des Bouffons, un conflit sur les mérites relatifs des traditions lyriques françaises et italiennes qui a dominé la vie intellectuelle de Paris au début des années 1750, après l’installation de la troupe itinérante italienne d’Eustachio Bambini à l’Académie royale de musique pour y donner des représentations d’intermezzi et d’opera buffa, dont la première représentation sera La serva padrona de Pergolèse. Les partisans du genre français ont saisi l’occasion de faire de Titon et l’Aurore leur champion, comme œuvre nouvelle à opposer à la Serva padrona:81.
Le succès retentissant de l'opéra de Mondonville lors de sa première, devant une salle entièrement occupée par ses partisans, a représenté une victoire importante pour le camp français. Lorsque, au soir de la première, les « Bouffons » ont tenté d’entrer, la police royale les a refoulés dans les couloirs, où ils ont dû se cantonner. Bien que leurs rivaux italiens aient argüé que c'était parce qu'ils avaient été exclus de leurs sièges par des militaires de la maison du roi, à la suite de cette représentation, le renvoi des Bouffons a été décidé. Melchior Grimm écrit que « Comme toutes les loges étaient presque toujours louées et retenues d’avance, les mauvais plaisants disaient alors que tout était loué dans cet opéra, à l’exception de l’ouvrage », la faute, selon lui, revenant aux femmes : « Les femmes n'aimaient pas la musique italienne, elles n'entendaient pas la langue ».
Il est également difficile d’attribuer le succès de cet opéra aux seuls tenants de la musique française, car il a été joué 35 fois au cours du mois de juin 1753. Des reprises ont eu lieu en novembre 1753 et en mars 1754. Il a été monté dans d’autre villes, comme Bruxelles en 1754, à Parme en 1758, à Cassel en 1767 et à Marseille en 1777. Titon et l’Aurore a connu un total de 113 représentations à Paris. Il a également été parodié notamment par Poinsinet jeune dans Totinet.

## Rôles
| Version originale                                              | Voix                         | Première, Paris 1753                                 |
| -------------------------------------------------------------- | ---------------------------- | ---------------------------------------------------- |
| Titon                                                          | haute-contre                 | Pierre Jélyotte                                      |
| l'Aurore                                                       | soprano                      | Marie Fel                                            |
| Prométhée (prologue), Eole (pastorale)                         | basse-taille (baryton-basse) | Claude-Louis-Dominique Chassé de Chinais, dit Chassé |
| Palès                                                          | soprano                      | Marie-Jeanne Fesch, dite Mlle Chevalier              |
| L'Amour (prologue & pastorale) Une nymphe de la suite de Pales | soprano                      | Marie-Angélique Coupée (ou Couppée)                  |
| Un berger                                                      | haute-contre                 | François Poirier                                     |
| Aquillon                                                       | basse-taille (basse-baryton) | M. Person                                            |
| Borée                                                          | basse-taille (basse-baryton) | Nicolas Gelin                                        |
| Jupiter (prologue)                                             | non indiqué                  | rôle non joué                                        |

## Argument

### Prologue
Prométhée a volé le feu du ciel pour donner vie à ses statues. L'Amour leur apprend les plaisirs de l'amour.

### Acte I
Tithon, un berger mortel, est amoureux d'Aurore, la déesse de l'aube. Il l'attend et quand elle arrive, tous deux chantent leur amour réciproque. Cela éveille la jalousie d'Eole, le dieu des vents, qui est amoureux d'Aurore. Palès, la déesse des bergers, des troupeaux et du bétail, est également amoureuse de Titon et demande à Éole de lui laisser s’occuper de lui.

### Acte II
Aurore rejette les avances d'Eole, disant qu'elle préférerait perdre son immortalité plutôt que l'amour de Titon. Palès échoue elle aussi à séduire Titon, et son amour se transforme en colère.

### Acte III
Palès maudit Titon en le frappant de vieillesse prématurée. Néanmoins, Aurore lui reste fidèle, et L’Amour sauve la situation en annulant le sort.

## Enregistrements
- Titon et l'Aurore Jean-Paul Fouchécourt, Catherine Napoli, Philippe Huttenlocher, Les Musiciens du Louvre, direction Marc Minkowski (Erato, 1992)
- Titon et l'Aurore, Les Arts Florissants, réal. William Christie, Naxos DVD (2021)